# Nordpolen (musiker)
Per Olle "Pelle" Hellström, född 12 juni 1985 i Uppsala, mer känd under sitt artistnamn Nordpolen, är en musiker från Sunnersta i Uppsala. Han har släppt fyra singlar och två album på skivbolaget Sincerely Yours.

## Diskografi

### Studioalbum
- 2008 – På Nordpolen - 9 spår
- 2013 – Vi är många som är vakna i natt - 8 spår

### Singlar
- 2008 – Skimret - 2 spår
- 2008 – Vem har sagt - 3 spår
- 2012 – När mitt blod pumpar i dej
- 2013 – Oh oh